# Đại học Lục quân (Đế quốc Nhật Bản)
Đại học Lục quân (tiếng Nhật: 陸軍大学校; rōmaji: Rikugun daigakkō; phiên âm Hán-Việt: Lục quân Đại học hiệu

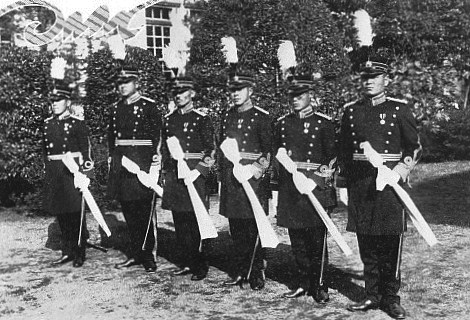
Đại học Lục quân (Đế quốc Nhật Bản)

, gọi tắt là Lục Đại (tiếng Nhật: 陸大; rōmaji: Rikudai)) của Lục quân Đế quốc Đại Nhật Bản là một cơ sở đào tạo sĩ quan cao cấp. Tuy gọi là đại học, song cơ sở này chỉ nhận quân nhân vào đào tạo.
Năm 1882 (năm thứ 15 thời Minh Trị), điều lệ Đại học Lục quân được ban hành quy định Đại học Lục quân là cơ sở nghiên cứu khoa học và đào tạo về quân sự. Từ năm 1883, Đại học Lục quân được thành lập ở Miyakezaka (三宅坂). Đối tượng tuyển sinh của cơ sở này là những quân nhân đã tốt nghiệp Trường Sĩ quan Lục quân (Đế quốc Nhật Bản), có quân hàm trung úy hoặc đại úy, đã giữ chức trung đội trưởng được ít nhất 2 năm, dưới 30 tuổi. Thời gian đào tạo thông thường là 3 năm đối với bộ binh và kỵ binh, 2 năm đối với pháo binh và công binh. Ban đầu chương trình và chế độ đào tạo của Đại học Lục quân tiếp thu từ Pháp, sau đó đổi sang kiểu của Đức. Từ năm 1885, giảng viên người Đức là Klemens Wilhelm Jacob Meckel đã tới giảng dạy ở đây để phổ biến kỹ năng quân sự kiểu Đức.
Năm 1891, Đại học Lục quân chuyển về Kitaaoyma ở khu Minato, Tokyo hiện nay và ở đó đến tận khi bị giải tán vào năm 1945.
Thời gian đầu, Đại học Lục quân tuy có đào tạo chuyên ngành, nhưng không phân thành khoa. Mãi đến năm 1923, các khoa mới được thành lập. Năm 1933, bộ phận nghiên cứu mới được thành lập.
Tháng 8 năm 1945, cùng với sự đầu hàng của Đế quốc Nhật Bản trước quân đội Hoa Kỳ, Đại học Lục quân bị giải tán.